# Кирхберг
Кирхберг (фр. Kirchberg) насеље је и општина у Француској у региону Алзас, у департману Горња Рајна.
По подацима из 2006. године у општини је живело 842 становника, а густина насељености је износила 125 становника/km².

## Демографија
| 1962. | 1968. | 1975. | 1982. | 1990. | 2006. | 2011. |
| ----- | ----- | ----- | ----- | ----- | ----- | ----- |
| 674   | 685   | 656   | 709   | 802   | 842   | 821   |